# Чуджоу
Чуджоу (на китайски: 滁州) е градска префектура в провинция Анхуей, Източен Китай. Разположен е на река Яндзъ. Населението му е 3 937 868 жители (2010 г.). Общата му площ е 13 398 кв. км. Намира се в часова зона UTC+8. Телефонният му код е 550.